# Балтійська (станція метро)

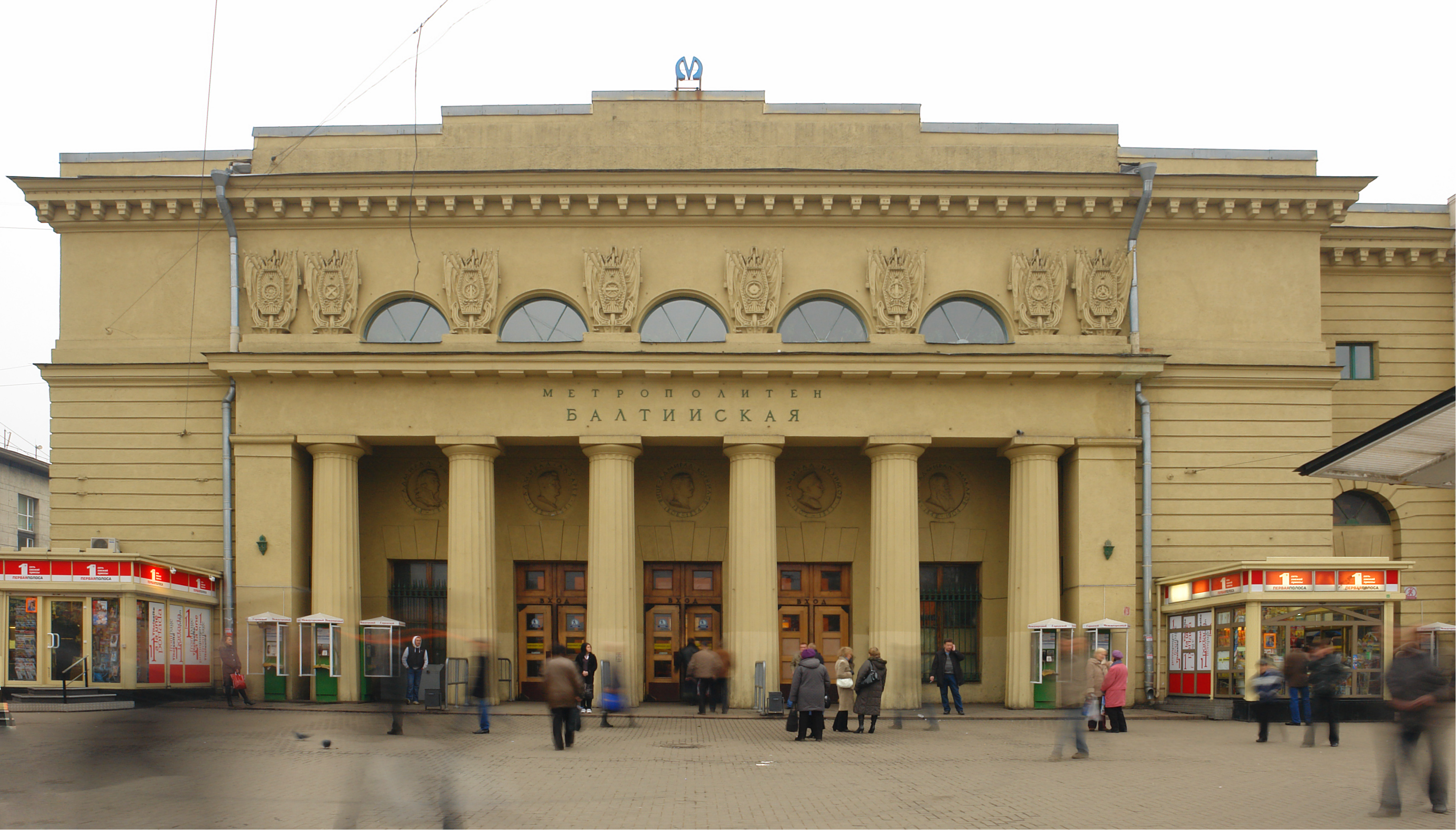
Павільйон станції

59°54′26″ пн. ш. 30°17′58″ сх. д. / 59.90722° пн. ш. 30.29944° сх. д.
Балтійська (рос. Балтийская)  — станція Петербурзького метрополітену, Кіровсько-Виборзької лінії. Відкрита 15 листопада 1955, між станціями «Нарвська» і «Технологічний інститут», у складі першої черги метрополітену «Автово»-«Площа Повстання».

## Вестибюлі і пересадки
Павільйон станції розташовується на площі Балтійського вокзалу. Павільйон прибудований безпосередньо до східного флігеля будівлі Балтійського вокзалу і звернений шостиколонним портиком-лоджією до привокзальної площі.
Навколо купола ескалаторного залу проходить кільцевий коридор, який сполучається з приміщеннями вокзалу вентиляційними люками (доступ в коридор здійснюється з другого поверху).

## Технічна характеристика
Конструкція станції — колонна трисклепінна глибокого закладення (глибина закладення — 40 м). Похилий хід має три ескалатори, розташований в південному торці станції.

## Оздоблення
Художнє оформлення станції присвячене темі потужності і слави Радянського Союзу як великої морської держави.
Блакитно-сіре мармурове оздоблення підземного залу станції нагадує про суворі води Балтики. Опори склепінь декоровані напівколонами. Ребристе склепіння стелі, оздоблено двома зигзагоподібними блакитними стрічками, асоціюється із наповненим вітром вітрилом. На дверях колійних стін встановлені декоративні ґрати, із зображеннями якоря.
Торцеву стіну центрального підземного залу прикрашає мозаїка «1917 рік», виконана за ескізом художників Г. І. Рубльова.

## Ресурси Інтернету
- «Балтійська» на metro.vpeterburge.ru [Архівовано 24 грудня 2012 у Wayback Machine.](рос.)
- «Балтійська» на ometro.net(рос.)
- «Балтійська» на форумі metro.nwd.ru [Архівовано 4 березня 2016 у Wayback Machine.](рос.)
- Санкт-Петербург. Петроград. Ленінград: Енциклопедичний довідник. «Балтійська»(рос.)